# Лэнни Барби
Лэнни Барби (англ. Lanny Barby, имя при рождении Annie Barbeau, родилась 29 августа 1981 года в Монреале, Канада) — франкоканадская порноактриса.

## Порнокарьера
Порнокарьера Лэнни Барби началась, с её слов, «около пяти секунд после моего восемнадцатого дня рождения». Несмотря на её внешние данные, карьера продвигалась медленно, в 2001 году она снялась в низкобюджетном порно «World Sex Tour 24: Canada», а годом позже она появилась в фильме «2 on 1 #14 and Lewd Conduct 15».
В это время Лэнни Барби снялась для канадского провайдера под псевдонимом Lenny Barbie. Эта съемка включила сцены с Bruno B и появилась на многих веб-сайтах, прибавив ей популярности.
В 2003 году она участвовала в десяти порнофильмах, и её карьера постепенно пошла в гору. Барби появилась на обложках нескольких мужских журналов, таких как Hustler, Club, и Penthouse, у последнего она была «Киской месяца» в июне 2003 года.
5 марта 2005 года Лэнни Барби вышла замуж за порноактёра Джулиана Андретти.
Всего лишь через несколько недель после свадьбы, 1 апреля 2005 года, компания Vivid Entertainment объявила, что они только что подписали с Лэнни Барби двухлетний эксклюзивный контракт, сделав Барби первой девушкой Vivid из Монреаля.
В начале карьеры был большой беспорядок с правописанием имени Барби. Она упоминалась как Lanny Barbie, Lani Barby, Lannie Barby, и многих других вариантах того же самого имени. На момент, когда она подписала свой контракт с Vivid Entertainment, официально постановили, что легальным правописанием её имени будет Лэнни Барби (англ. Lanny Barby).
В апреле 2009 года в интернете появилось сообщение о том, что Барби покинула порнобизнес и вернулась в Канаду.
За съёмочный период с 2001 по 2009 годы, снялась в 124 порнофильмах.

## Премии и номинации
- 2003 Penthouse Pet of the Month June
- 2006 FAME Award finalist — Hottest Body
- 2006 FAME Award finalist — Favorite Anal Starlet[8]
- 2007 AVN Award nominee — Best All-Girl Sex Scene, Video — Virtual Vivid Girl Sunny Leone[9]
- 2009 AVN Award nominee — Best All-Girl Group Sex Scene — Where the Boys Aren’t 19[10]